# Aboard city
Aboard city byl neuskutečněný projekt z roku 2007, který měl za cíl vytvořit apartmánový botel v Praze. Ten měl kotvit na Vltavě u vyšehradské náplavky. Botel Aboard city měl, na rozdíl od většiny dosavadních botelů v Praze, průběžně měnit stanoviště. Původním záměrem byly trvale obydlené rezidence, uspěl však návrh na hotelové využití.

## Architektonická soutěž
Z 8 architektonických týmů, které se zúčastnily investorem (Aboard City a. s.) vypsané soutěže, byl vybrán návrh, jehož autory jsou Aleš Kubalík, Petr Janda a Jakub Našinec.

## Výsledné řešení a urbanistický kontext
Záměr vycházel z městské studie využití náplavky Vltavy zpracované pro celou centrální Prahu. Studie definovala rozložení struktury funkcí a funkčních náplní kotvišť podél břehu Vltavy. Vítězný projekt naplňoval obytnou funkci určenou pro kotviště na samém konci pravobřežní náplavky při Rašínově nábřeží, na území čtvrti Vyšehrad mezi železničním mostem a tunelem pod vyšehradským masívem.

## Popis plavidla
Botel měl být vybudován z těla motorové nákladní lodi, na níž měla být vybudována nová dvoupodlažní lehká ocelová nadstavba s izolační výplní, oboustranným obkladem a částečně krytou střešní terasou. Vzhledem k technologickým možnostem původního plavidla měla být loď pravděpodobně realizována na nově vytvořeném plováku s dostatečnou nosností a parametry.[zdroj?]
Kajuty měly mít výšku 2,5 metru, podlahové vytápění, francouzská okna a většina i terasy. Kromě mezonetových apartmánových jednotek hotelového typu mělo být v botelu i klubové zázemí, veřejné prostory s restaurací a funkční komplement (posilovna, sauna, relaxační centrum). Obytná plocha měla činit necelých 1000 m2, všechny terasy kolem 500 m2.
Vnější plášť byl navržen z černého karbonového kompozitu s vysokým leskem dosaženým gelcoatovým povrchem s viditelnou uhlíkovou tkaninou. Celistvý vzhled měl být docílen sestavou sférických dílců s minimálními tmelenými spárami, doprovodným efektem povrchu mělo být neustálé přejímání světelných a barevných tónů okolí v závislosti na počasí a pohybu nebe a vodní hladiny. Otvory do pláště měly vytvářet kryté exteriérové prostory teras a v kombinaci s francouzskými a pásovými okny měly být hlavními znaky objektu.
Cena nového plavidla byla odhadována na 32 milionů Kč.